# Cristina Gazzera
Mariacristina Gazzera, nota come Cristina Gazzera (Torino, 6 novembre 1955 – Torino, 3 luglio 2022), è stata una conduttrice televisiva, showgirl, compositrice, attrice, ballerina e attivista italiana.

## Biografia

Cristina Gazzera con Macario

Cristina Gazzera con Enrico Beruschi nel 1981

Dotata di una bella presenza, iniziò la carriera dapprima come annunciatrice e poi come conduttrice televisiva nel 1976 a TeleStudio Torino, conducendo alcuni programmi come Quack Quao e Disco novità, con Gigi Vesigna; nello stesso periodo completò gli studi al Conservatorio Giuseppe Verdi di Torino, diplomandosi in composizione (Cristina suonava il pianoforte e la chitarra), ed iniziò a recitare in teatro con la compagnia di Carlo Campanini e Franco Barbero.
Venne notata da Erminio Macario, che la chiamò per recitare e ballare nei suoi ultimi spettacoli prima della morte, tra cui il programma televisivo Buonasera con...Erminio Macario: la Gazzera scrisse insieme a Valerio Liboni (con cui si era sposata poco tempo prima) la musica della sigla della trasmissione Ciao nonnino, che riscosse molto successo entrando anche in hit-parade; fu inoltre autrice del lato B, Indovina indovinello.
Sempre con Macario recitò nella rivista Oplà, giochiamo insieme, in cui era una delle due soubrette; recitò inoltre in L'impareggiabile monsieru Landru, con Enrico Beruschi ed Ernst Thole, nella stagione 1980-1981.
Per Mauro Macario, il figlio di Macario, scrisse le canzoni Lolita e Signora d'argento.
Nel 1980 condusse su Radiodue il programma serale Nottetempo, e nel 1982 il gioco a premi Subito quiz, insieme a Graziella Porro; nello stesso periodo collaborò come corista con lo Studio G7 di Gualtiero Gatto, partecipando così alle registrazioni di alcuni dischi tra cui To Wilma G7 di Wilma Goich, del 1981, e Windsurf di Edoardo Vianello, del 1982.
Separatasi da Liboni, continuò la carriera in campo teatrale e musicale ancora per diversi anni, per poi dedicarsi totalmente all'assistenza dei più deboli.

## Attivismo
Dopo aver abbandonato le scene, si dedicò al volontariato ed all'assistenza e nel 2002 contribuì a fondare la cooperativa sociale “La forma dell’acqua” in Torino, raccogliendo l’eredità di una organizzazione precedente denominata “Il mio lavoro”, mantenendo vivi diversi progetti d’autonomia e laboratori ergo-terapici per persone diversamente abili. Negli anni successivi collaborerà spesso con l'Assessorato ai servizi sociali (nelle sue varie denominazioni) della città riuscendo ad ingrandire l’attività fino ad ospitare 24 posti. Nel 2016 la sede della cooperativa e delle sue attività diventerà il Collegio Artigianelli.
Nel corso degli anni la cooperativa realizzerà diversi progetti tra cui il Centro di Lavoro Guidato ed il Centro di Attività Diurne, in cui si svolgono laboratorio socio-riabilitativi. Rimase socia e presidente della cooperativa fino all'improvvisa scomparsa nel Luglio del 2022.